# IBK기업은행 알토스
화성 IBK기업은행 알토스 배구단(Hwaseong IBK Altos Volleyball Team)은 2011년 8월 4일에 중소기업은행이 창단한 대한민국의 여자 배구단이다. 창단 당시 연고지와 홈 경기장을 결정하지 못했으나, 2011년 9월 22일에 경기도 화성시를 연고지로 결정했다. 경기도 화성시 향남읍 도이리에 2011년 10월 1일 개관한 화성실내체육관을 홈 경기장으로 쓰기로 합의하고, 연고 협약을 맺었다.
2012-2013 시즌 통합 우승을 차지하였으며, 2013년 7월 KOVO컵대회에서도 우승을 거머쥐었다. 2014-2015 시즌 정규리그 준우승, 챔피언결정전 우승을 차지하였다. 2015-2016 시즌 정규리그 우승, 챔피언결정전 준우승을 차지하였다.

## 역대 시즌
| 시즌    | 정규리그 | 정규리그 | 정규리그 | 정규리그 | 정규리그 | 포스트시즌                 |
| 시즌    | 경기수   | 승       | 패       | 승점     | 순위     | 포스트시즌                 |
| ------- | -------- | -------- | -------- | -------- | -------- | -------------------------- |
| 2011-12 | 30       | 13       | 17       | 42       | 4        | 진출 실패                  |
| 2012-13 | 30       | 25       | 5        | 73       | 1        | 우승, 3-1 (GS칼텍스)       |
| 2013-14 | 30       | 24       | 6        | 70       | 1        | 준우승, 2-3 (GS칼텍스)     |
| 2014-15 | 30       | 20       | 10       | 56       | 2        | 우승, 3-0 (한국도로공사)   |
| 2015-16 | 30       | 20       | 10       | 59       | 1        | 준우승, 0-3 (현대건설)     |
| 2016-17 | 30       | 18       | 12       | 56       | 2        | 우승, 3-1 (흥국생명)       |
| 2017-18 | 30       | 21       | 9        | 61       | 2        | 준우승, 0–3 (도로공사)     |
| 2018-19 | 30       | 16       | 14       | 50       | 4        | 진출 실패                  |
| 2019-20 | 27       | 8        | 19       | 25       | 5        | 진출 실패                  |
| 2020-21 | 30       | 14       | 16       | 42       | 3        | 플레이오프, 1-2 (흥국생명) |
| 2021-22 | 32       | 11       | 21       | 31       | 5        | 진출 실패                  |
| 2022-23 | 36       | 15       | 21       | 48       | 6        | 진출 실패                  |
| 2023-24 | 36       | 17       | 19       | 51       | 5        | 진출 실패                  |
| 합계    | 401      | 222      | 179      | –        | –        | –                          |

## 우승 경력

### 리그
- V-리그
  - 챔피언결정전
    -  우승 (3회) : 2012-13, 2014-15, 2016-17
    -  준우승 (3회) : 2013-14, 2015-16, 2017-18

  - 정규리그
    -  3위 (1회) : 2020-21

### 컵
- KOVO컵
  -  우승 (3회) : 2013, 2015, 2016
  -  준우승 (1회) : 2012, 2023
- VTV 국제 여자배구컵
  -  3위 (1회) : 2012

## 홈구장
- 화성실내체육관 (2011년-현재)

## 선수

### 외국인 선수(트라이아웃)
우크라이나
- 알레시아 리귤릭 (2011-2013)
- 빅토리아 댄착 (2024-)

 푸에르토리코
- 카리나 오카시오 클레멘테 (2013-2014)
- 달리 산타나 (2021-2023)
- 브리테니 압버크롬비 (2023-2024)

 미국
- 데스티니 후커 (2014-2015)
- 리즈 맥마혼 (2015-2016)
- 메디슨 리쉘 (2016-2018)
- 레베카 라셈 (2021)

 러시아
- 안나 라자레바 (2020-2021)

### 외국인 선수(아시아쿼터)
태국
- 폰푼 구엗파드 (2023-2024)

 중국
- 천신텅 (2024-2025)

호주
- 알리사 킨켈라 (2025-2026)

### 영구 결번
9 김사니. 세터 (2014 ~ 2017)
2017년부터 9번을 영구 결번으로 지정하였다. 이는 V-리그 여자부 최초의 영구 결번이다.

## 개인 시상

### V-리그 개인상
V-리그 정규리그 MVP
- 알레시아 리규릭 – 2013
- 이효희 – 2014
- 리즈 맥마흔 – 2016

V-리그 챔프전 MVP
- 알레시아 리규릭 – 2013
- 김사니 – 2015
- 메디슨 리쉘 – 2017

V-리그 신인선수상
- 박정아 – 2012

V-리그 기량발전상
- 채선아 – 2014

V-리그 베스트7
- 박정아 – 2015
- 김희진 – 2015
- 김사니 – 2016
- 리즈 맥마흔 – 2016
- 메디슨 리쉘 – 2017, 2018
- 최정민 - 2023
- 달리 산타나 - 2023

공격상
- 알레시아 리규릭 – 2013

수비상
- 남지연 – 2013

### KOVO컵 개인상
KOVO컵 MVP
- 김희진 – 2013, 2015
- 박정아 – 2016

KOVO컵 MVP
- 표승주 - 2023

## 감독
| 연도          | 감독         | 정규리그 전적 (승–패) | 승률  | 플레이오프 전적 (승–패) | 플레이오프 승률 | 플레이오프 진출 | 정규리그 우승 | 챔피언결정전 우승 |
| ------------- | ------------ | --------------------- | ----- | ----------------------- | --------------- | --------------- | ------------- | ----------------- |
| 2011년–2019년 | 이정철       | 141–69                | 0.671 | 17–13                   | 0.567           | 6               | 3             | 3                 |
| 2019년-2021년 | 김우재       | 22–35                 | 0.680 | 1–2                     | 0               | 0               | 0             | 0                 |
| 2021년        | 서남원       |                       |       |                         |                 |                 |               |                   |
| 2021년        | 김사니(대행) |                       |       |                         |                 |                 |               |                   |
| 2021년        | 김호철       |                       |       |                         |                 |                 |               |                   |

## 스태프
| 직책     | 이름                                                                |
| -------- | ------------------------------------------------------------------- |
| 구단주   | 윤종원                                                              |
| 단장     | 감성한                                                              |
| 감독     | 김호철                                                              |
| 수석코치 |                                                                     |
| 코치     | 안태영, 신승환, 공태현                                              |
| 스태프   | 네맥 마틴(코치 겸 트레이너), 김준현, 유리나, 이현정, 이인희, 최혜림 |